# BAP Pisagua (SS-33)
El BAP Pisagua (SS-33) es uno de los cuatro submarinos Tipo 209/1200 ordenado por la Marina de Guerra del Perú. Fue construido por el astillero alemán Howaldtswerke-Deutsche Werft en su astillero de Kiel. Fue nombrada Pisagua en honor a la batalla del mismo nombre ocurrida en la Guerra del Pacífico. Durante las pruebas en el Mar del Norte, el submarino chocó con una nave soviética el 8 de abril de 1982, hecho que retrasó su llegada al puerto peruano del Callao hasta 1983.